# San Bartolo (Petén)

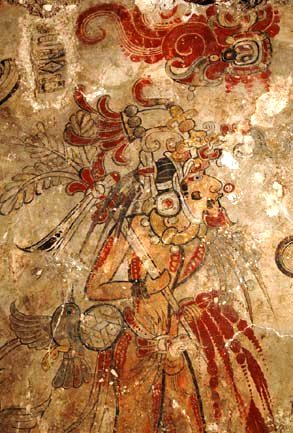
Wandgemälde aus San Bartolo – Blutopfer eines Herrschers

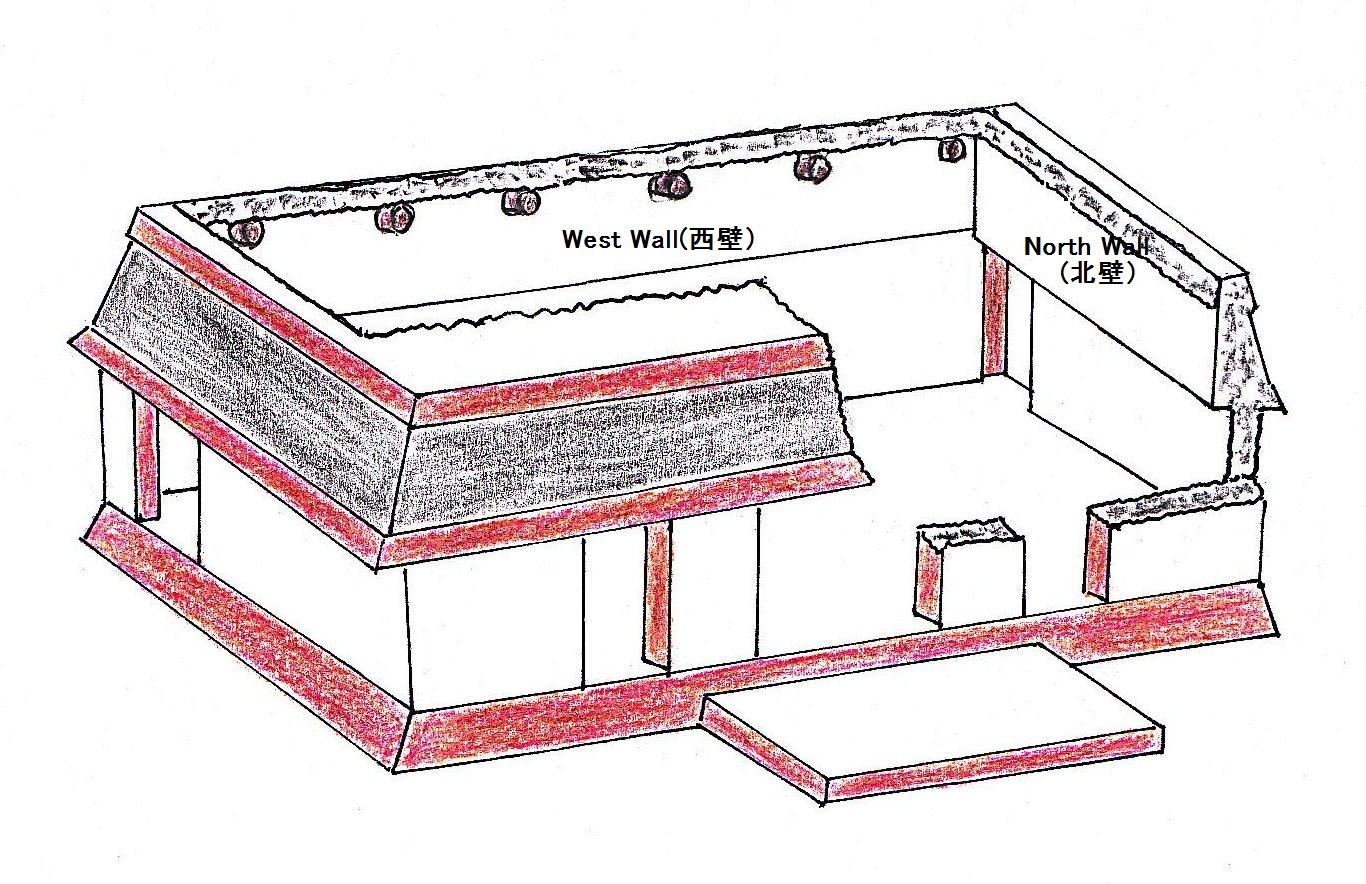
Skizze des überbauten Tempels

San Bartolo ist der Name eines erst nach der Jahrtausendwende freigelegten archäologischen Fundplatzes im Petén-Tiefland Guatemalas. Der aus mehreren Tempelpyramiden und Platzanlagen bestehende Fundkomplex gilt als eine der frühesten Maya-Stätten in Mesoamerika.

## Lage und Beschreibung
Die ca. anderthalb Quadratkilometer umfassende und der  präklassischen Periode der Maya-Kultur (ca. 400 v. Chr. bis ca. 250 n. Chr.) zugerechnete Stätte von San Bartolo liegt wenige Kilometer nordöstlich von Tikal, der in klassischer Zeit im Dschungel des Petén dominierenden Maya-Stadt. Während die weitgehend von Naturkräften zerstörte Architektur des Fundplatzes keine Besonderheiten bietet, wurde im Innern der Hauptpyramide ein später überbautes Gebäude freigelegt, dessen West- und Nordwand mit einem Zyklus von teilweise gut erhaltenen aber schwer zu deutenden Malereien ausgestattet sind.

## Malereien
Die Malereien wurden nach der C14-Methode auf die Zeit um 100 v. Chr. datiert und gehören somit noch in die präklassische Zeit, aus der insgesamt nur wenige Funde bekannt sind. Einige Forscher bringen sie mit den Erzählungen über die ‚Göttlichen Zwillinge‘ Hunahpú und Ixbalanqué aus dem Popol Vuh in Verbindung, andere sehen eher Beziehungen zu den Texten des Chilam Balam von Chumayel und wieder andere bringen volkstümliche Legenden als Inspirationsquellen ins Spiel.
Die Darstellungen auf der Westwand zeigen vier hochrangige Personen (Könige oder Priester), aus deren Penissen Blut auf die Erde herabspritzt – ein eindeutiges Opferzeremoniell. Eine fünfte Person kommt aus einem früchtetragenden Baum (evtl. auch einer stilisierten Maispflanze) hervor. Weitere Szenen werden mit populären Legenden um den Maisgott in Verbindung gebracht (Kleinkind in den Armen eines Mannes, Tanz vor anderen Göttern in einer Höhle und Aufstieg in den Himmel (evtl. Tod)).
Die Szenerie der Nordwand zeigt ein langes Boot mit mehreren Götter- und Herrscherfiguren und der Darstellung einer Krönungszeremonie.

## Schriftzeichen
Höchst bedeutsam sind auch mehrere kurze, senkrecht angeordnete Reihen von Glyphen, die – wenn sie als Schriftzeichen angesehen werden können – zu den frühesten ihrer Art in ganz Mesoamerika gehören.